# Redemptoris custos
Redemptoris custos (Guardián del Redentor) es el título de una Exhortación Apostólica del papa Juan Pablo II acerca de San José. Fue publicada el 15 de agosto de 1989 en la basílica de San Pedro en Roma en la ocasión del centenario de la Encíclica escrita por el papa León XIII, Quamquam pluries.

## Contenido de la exhortación

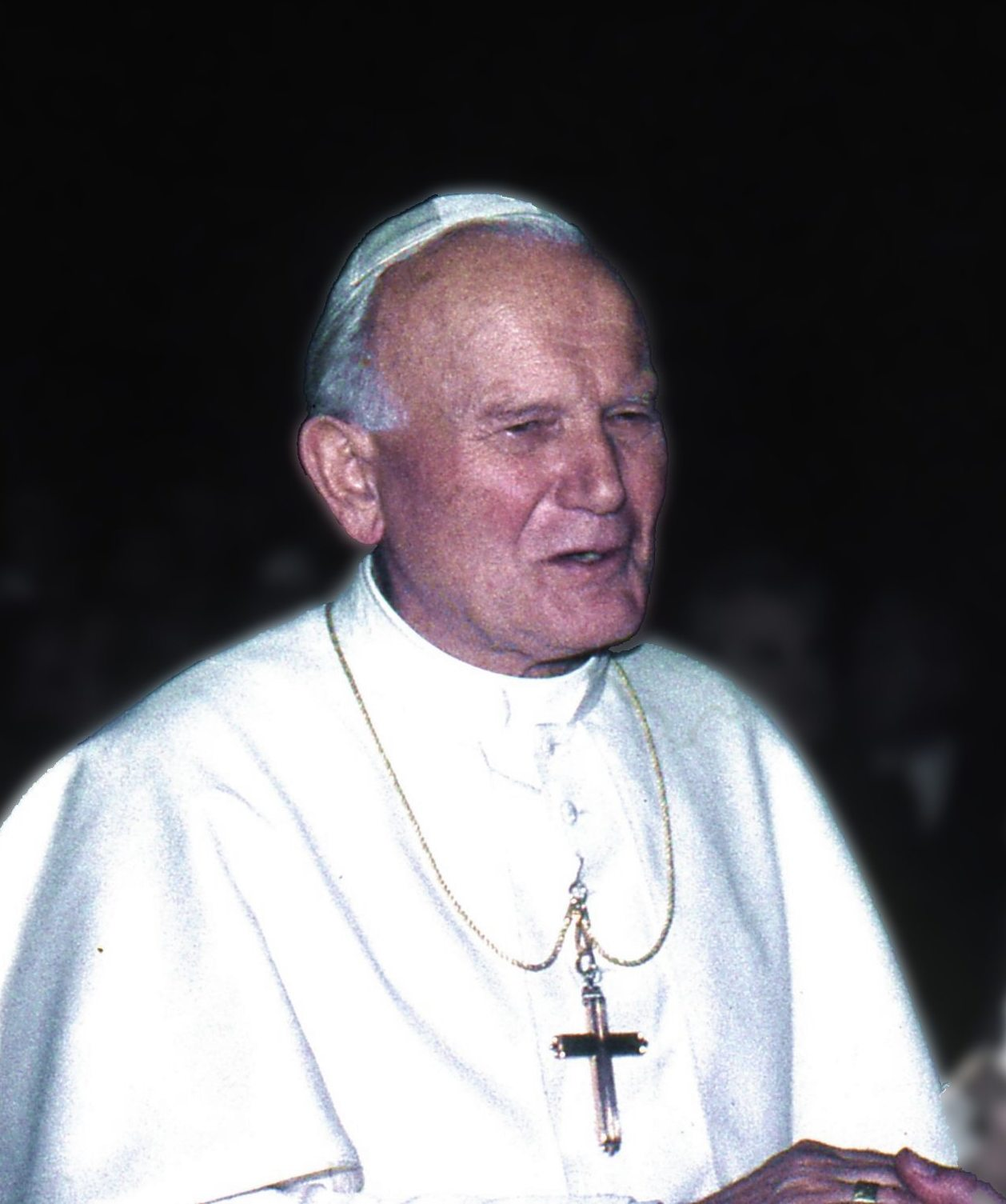
Juan Pablo II en 1989.

Esta exhortación es la parte de los "documentos de redención" que emitió el papa Juan Pablo II, y se refiere a la encíclica Mariana Redemptoris Mater. Habla sobre la importancia de San José en la Sagrada Familia y presenta la visión del papa sobre la función de San José en el plan de la redención. Juan Pablo II coloca a San José rompiendo la vieja visión del padre dominante, y se le presenta como el modelo de un padre amoroso.
La exhortación tiene seis partes principales:
- I. El Marco Evangélico
- II. El Depositario del Misterio de Dios
- III. Un hombre justo, un marido
- IV. Trabajo como una expresión de amor
- V. La primacía de la vida de interior
- VI. Patrono de la Iglesia de nuestro tiempo

En este documento, Juan Pablo II vuelve a enfatizar elementos claves de Quamquam Pluries con respecto a la posición de San José en la Iglesia y su conexión con María, el cual ya fue reconocido en su encíclica Redemptoris Mater, donde escribía:
"Junto con María, José es el primer guardián de este misterio divino. Junto con María, y en relación a María, comparte en esta fase final la autorevelación de Dios en Cristo desde el comienzo." "Los Evangelios claramente describen la paternal responsabilidad de José hacia Jesús. Para la salvación - la cual viene a través de la humanidad de Jesús - está dando cuenta en las acciones, qué es una parte diaria de vida familiar... Todo lo que es llamado vida ''privada'' o ''escondida'' de Jesus está confiada al guardián José."

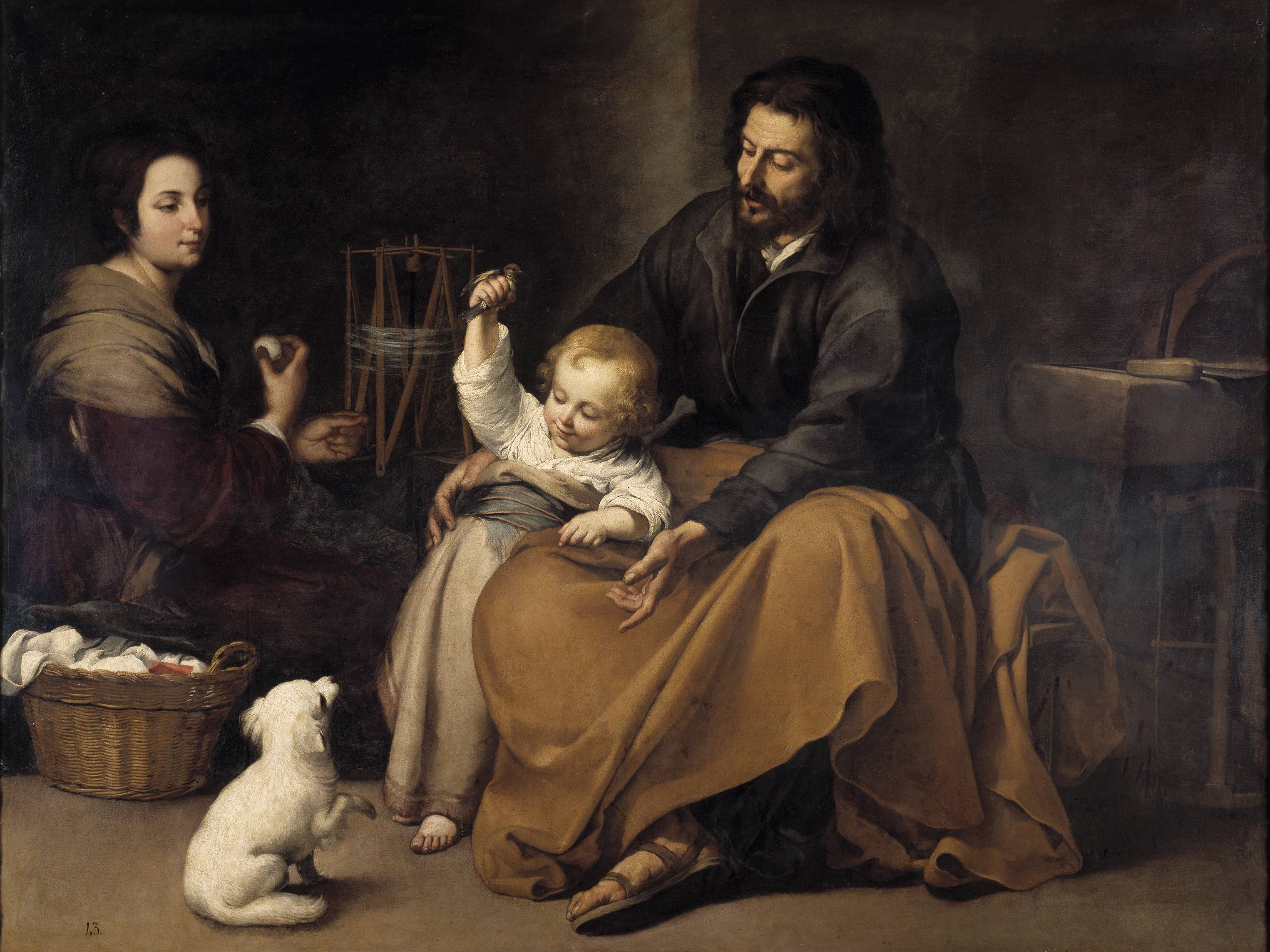
Sagrada Familia del pajarito, por Murillo

El papa Juan Pablo II señaló que fuera de aquel papel de guardián tan legal del niño Jesús, José cumplió todas las obligaciones que le concernían: en habiendo circuncidado a su hijo según la ley, en conferirle un nombre, y en presentarle en el Templo en el tiempo prescrito. 
El crecimiento de Jesús "en cordura y en estatura, y a favor con Dios y hombre" (Lc 2:52) tuvo lugar dentro de la Sagrada Familia bajo los ojos de José, quien tuvo la tarea importante de "levantar" Jesús, esto es alimentación, ropa y educándole en la Ley y en un comercio, en mantener con los deberes de un padre. ...Por su parte, Jesús "era obediente a ellos" (Lc 2:51), respetuosamente devolviendo el afecto de su 'padres'. De este modo desea santificar las obligaciones familiares y de trabajo, trabajando al lado de José.
La Iglesia venera la Sagrada Familia, y lo propone como el modelo de todas las familias. "En esta familia, José es el padre : su paternidad no es algo que deriva de haber engendrado descendencia; pero tampoco es una paternidad "que parece" o es meramente un "sustituto". Bastante, es uno que plenamente participaciones en auténticos humanos paternales y la misión de un padre en la familia.
Recordando la encíclica Quamquam pluries, el papa Juan Pablo II otra vez acentúa que la Iglesia siempre ha implorado la protección de San José con base en que "aquel vínculo sagrado de caridad qué unido a la Inmaculada Madre de Dios" y que la Iglesia se ha encomendado todo a sus cuidados, incluyendo de aquellos peligros qué acechan a la familia humana. "Además confiando en en la protección segura de San José, la Iglesia también confía en su ejemplo noble, el cual transciende todos los estados individuales de la vida y sirve como modelo para la comunidad cristiana entera, cualquier cosa, la condición y deberes de cada uno de sus miembros." San José es el modelo de obediencia, el hombre sabio que fielmente supo llevar a cabo las órdenes de Dios.
En 1999, los Oblatos de San José nombraron su nuevo Santuario a San José el Guardián del Redentor después de esta exhortación apostólica.